# Hagenau/Coolus (Helm)
Helme vom Typus Hagenau/Coolus fußen je nach Anschauung auf Modellen der nordalpinen Latènekulturen oder auf italischen Traditionen der republikanischen Ära. Ihre bekanntesten Erscheinungsformen erhielten sie durch die Nutzung als Kampfhelme der römischen Armee.

## Name
Die insbesondere im britischen und angloamerikanischen Raum bekannte Typenbezeichnung „Coolus“, wurde 1975 durch den britischen Waffenkundler H. Russell Robinson (1920–1978) in der Wissenschaft eingeführt. Das eponyme Fundstück weist auf den Fundort eines der Helme dieses Baumusters hin, die Gemeinde Coolus in Frankreich. Die auf der 1926 erschienenen Arbeit des französischen Historikers Paul Couissin (1885–1932) fußende Bezeichnung Haguenau beziehungsweise Hagenau, ist auch in Deutschland traditionell wesentlich verbreiteter. Das namengebende Stück wurde gegen 1900 im elsässischen Drusenheim entdeckt und wird im Historischen Museum Hagenau aufbewahrt. Vielfach wird heute in der Literatur die kombinierte Bezeichnung „Hagenau/Coolus“ oder „Coolus/Hagenau“ verwendet.

## Geschichte
Bei diesem Helmtyp handelt es sich um eine Weiterentwicklung des Typs Montefortino, der diesen langsam verdrängte. Seine Anfänge sind in das 1. Jahrhundert v. Chr. datiert, ab der ersten Hälfte des 1. Jahrhunderts n. Chr. wurde er zum typischen Legionärshelm. Schon am Ende des 1. Jahrhunderts n. Chr. wird der Typ Hagenau jedoch wiederum vollkommen vom Helmtyp Weisenau abgelöst, nachdem sie circa ein Jahrhundert parallel in Gebrauch waren.

## Beschreibung

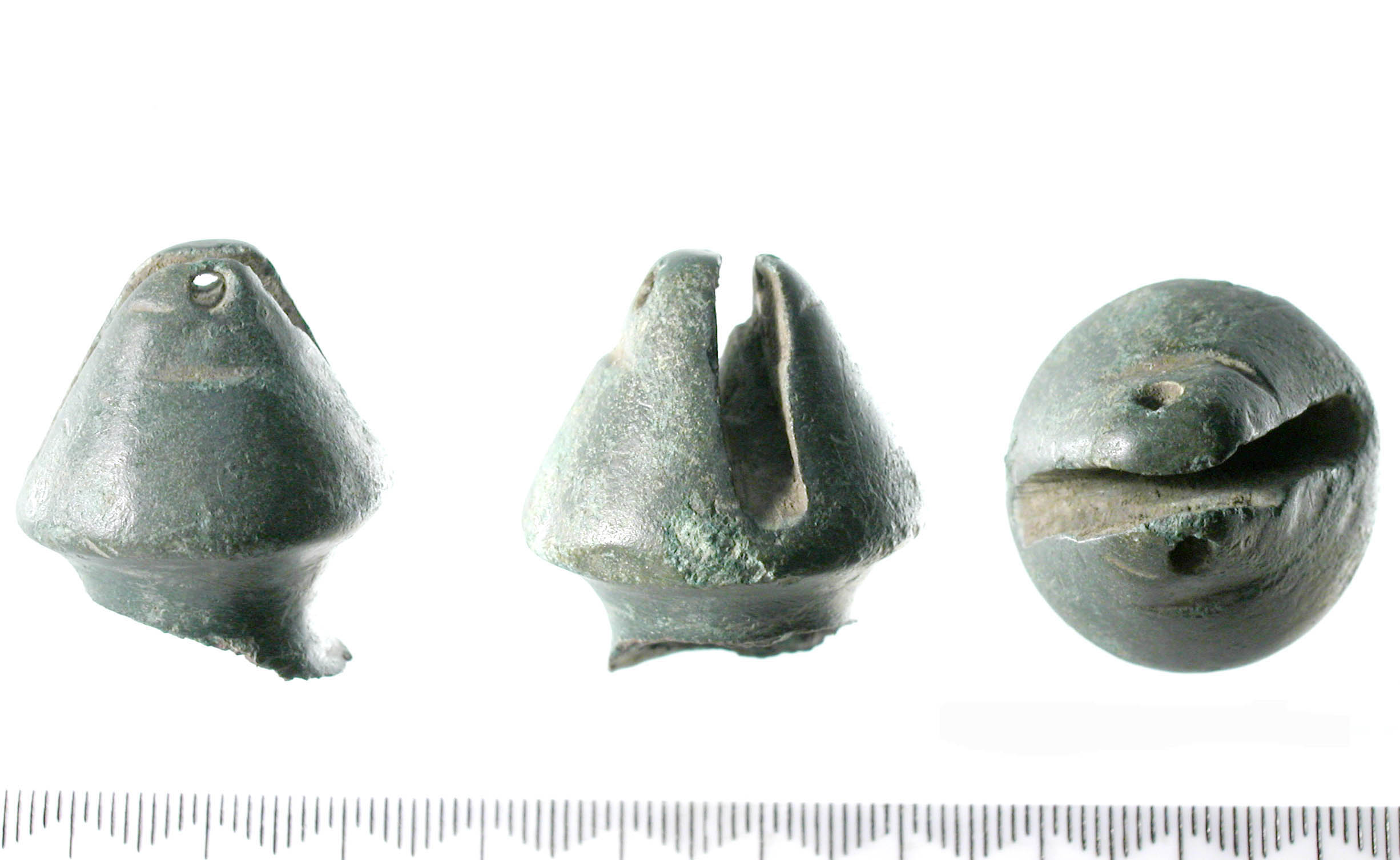
Spitze eines Hagenau/Coolus-Helms mit Kerbe und Bohrung zur Aufnahme des Helmbuschs

Der Helm besitzt fast immer eine aus Bronze getriebene Helmglocke, die oftmals halbkugelförmig ausgeprägt ist. Nur ein bisher bekanntes eisernes Exemplar aus dem 11/12 v. Chr. entstandenen Römerlager Oberaden, das im Zweiten Weltkrieg allerdings zerstört wurde, vereinigte auch Merkmale des noch jüngeren Weisenau-Helms in sich. Mit seinem zumeist noch schmalen und in der Regel sehr waagrecht stehenden Nackenschild, der sichelförmig im Nackenbereich der Kalotte sitzt, erinnert der Kopfschutz des Hagenau/Coolus bei vielen Exemplaren noch stark an den wesentlich älteren Helm vom Typ Montefortino, dessen durchdringende Verbreitung in der römischen Armee die Helme des Hagenau/Coolus jedoch niemals erreichten. In aller Regel fällt der Nackenschirm des jüngeren Helmtyps aber bei den meisten Stücken bereits breiter aus als beim Montefortino-Helm. Ein Hagenau/Coolus aus Haltern, der auf die Zeit um 9 n. Chr. datiert, hat noch einen fast so schmalen Nackenschutz wie die Stücke vom Typus Montefortino. Götz Waurick vom Römisch-Germanischen Zentralmuseum Mainz sah in diesem kleinen Nackenschild ein Kriterium für die ältesten Formen des Typus Hagenau/Coolus. Doch ist bei diesem Stück der Nackenschutz bereits deutlich überarbeitet und reicht etwas über den Rand der Kalotte hinaus. Der Hagenau/Coolus besitzt in der Regel eine stärkere Kalotte als der Montefortino sowie einen Stirnschutz. Bei einigen Exemplaren, wie dem namengebenden Helm aus Hagenau, wurde der immer noch waagrechte Nackenschild bereits wesentlich ausladender und schützte nun auch die rückwärtigen Flanken des Kopfes bis zu den Ohren. Auch die Wangenklappen erfuhren Verbesserungen und passten sich bei einigen Modellen wesentlich stärker der menschlichen Anatomie beziehungsweise Physiognomie an, wobei sich die Schutzwirkung steigern ließ. Ein hervorstechendes Merkmal des Hagenau/Coolus ist der kontinuierliche Einsatz eines Stirnbügels als Antwort auf veränderte Kriegführung und Kriegsgegner. Der kurz hinter der Ohrenpartie an der Kalotte mit je einem Niet an den Helmflanken ansetzende Schutz zur Verstärkung der Stirnpartie und zur Abwehr von unmittelbaren Hieben auf das Gesichtsfeld wurde zu einem Standard bei den Infanteriehelmen des Prinzipats. Möglicherweise ist dieses technische Detail von Helmen des Typus Weisenau auf die Hagenau/Coolus-Helme transferiert worden. An einigen Hagenau/Coolus-Helmen sind über den Befestigungsnieten des Stirnschutzes Metalltüllen angebracht worden, in die wohl Federn gesteckt wurden. Ein weiteres Merkmal für viele Hagenau/Coolus-Helme ist ein sich spitzkonisch verjüngender Helmbuschhalter auf dem Scheitelpunkt der Helmglocke, der zwar eine abgestumpfte Spitze besitzt, aber dennoch, trotz einer wesentlich gedungeneren Form, ganz leicht an die Spitze einer Pickelhaube erinnert. Um den wohl aus Rosshaar bestehenden Helmbusch zu sichern, haben viele Spitzen eine Kerbung sowie eine quer dazu stehende waagrechte Bohrung durch das Metall erhalten. Die Helmspitze ist in aller Regel im Gegensatz zu den Helmknäufen des Typus Montefortino nicht mehr aus der Kalotte getrieben, sondern separat aufgesetzt worden. Es sind jedoch auch Exemplare des Hagenau/Coolus bekannte, bei denen die Spitze ebenfalls aus der Helmglocke gearbeitet wurde.